# 限りない欲望の中に
「限りない欲望の中に」（かぎりないよくぼうのなかに）は、林原めぐみの12枚目のシングル。1996年5月22日にスターチャイルドから発売された（KIDA-134）。

## 概要
- バンダイビジュアルからリリースされたオリジナルビデオアニメーション『スレイヤーズすぺしゃる』主題歌
- 前作「Give a reason」からわずか1ヶ月と言う短いインターバルでリリース。
- シングルのジャケットには林原本人の写真はなく表裏共にアニメジャケットである。

## 収録曲
（全作曲：佐藤英敏）
1. 限りない欲望の中に [5:09]
作詞：有森聡美、編曲：五島翔
  - OVA『スレイヤーズすぺしゃる』主題歌
2. Touch Yourself [5:09]
作詞：MEGUMI、編曲：添田啓二
  - セガサターン用ゲームソフト『スレイヤーズろいやる』テーマソング
  - OVA『スレイヤーズすぺしゃる』挿入歌（第3話）
  - 『スレイヤーズ』関連の楽曲では、初めて林原本人が作詞を手掛けている。林原はこの曲を「作詞のMEGUMIの脱皮曲」と評し、「それまでの曲と比べて、メッセージ食もとい色がいっそう濃くなりました」「この流れが劇場版『スレイヤーズ』の作詞、その後の主題歌作詞の怒涛へとつながる訳です」と述べている[2]。
3. 限りない欲望の中に <OFF VOCAL VERSION> [5:09]
4. Touch Yourself <OFF VOCAL VERSION> [5:08]

## 収録アルバム
| 曲名               | 収録アルバム                                      | 発売日        | 規格品番        | 備考                         |
| ------------------ | ------------------------------------------------- | ------------- | --------------- | ---------------------------- |
| 限りない欲望の中に | 『スレイヤーズすぺしゃる THE MOTiON PICTURE "S"』 | 1997年7月24日 | KICA-318        | オリジナルとOVA Sizeが収録。 |
| 限りない欲望の中に | 『スレイヤーズMEGUMIX』                           | 2008年6月25日 | KICA-916〜918   |                              |
| 限りない欲望の中に | 『スレイヤーズMEGUMIXXX』                         | 2020年3月25日 | KICA-2573〜2575 |                              |
| Touch Yourself     | 『bertemu』                                       | 1996年11月1日 | KICS-590        |                              |
| Touch Yourself     | 『スレイヤーズすぺしゃる THE MOTiON PICTURE "S"』 | 1997年7月24日 | KICA-318        |                              |
| Touch Yourself     | 『VINTAGE S』                                     | 2000年4月26日 | KICS-790        |                              |
| Touch Yourself     | 『スレイヤーズMEGUMIX』                           | 2008年6月25日 | KICA-916〜918   |                              |
| Touch Yourself     | 『スレイヤーズMEGUMIXXX』                         | 2020年3月25日 | KICA-2573〜2575 |                              |